# Spongia agaricina
Spongia agaricina är en svampdjursart som beskrevs av Peter Simon Pallas 1766. Spongia agaricina ingår i släktet Spongia och familjen Spongiidae. Inga underarter finns listade i Catalogue of Life.